# Jubako
Jūbako (重箱 Jūbako?, lit. "cajas escalonadas") son cajas escalonadas que se utilizan para guardar y presentar alimentos en Japón. Las cajas suelen utilizarse para guardar osechi, alimentos tradicionales del Año Nuevo japonés, o para llevar almuerzos, o bentō.

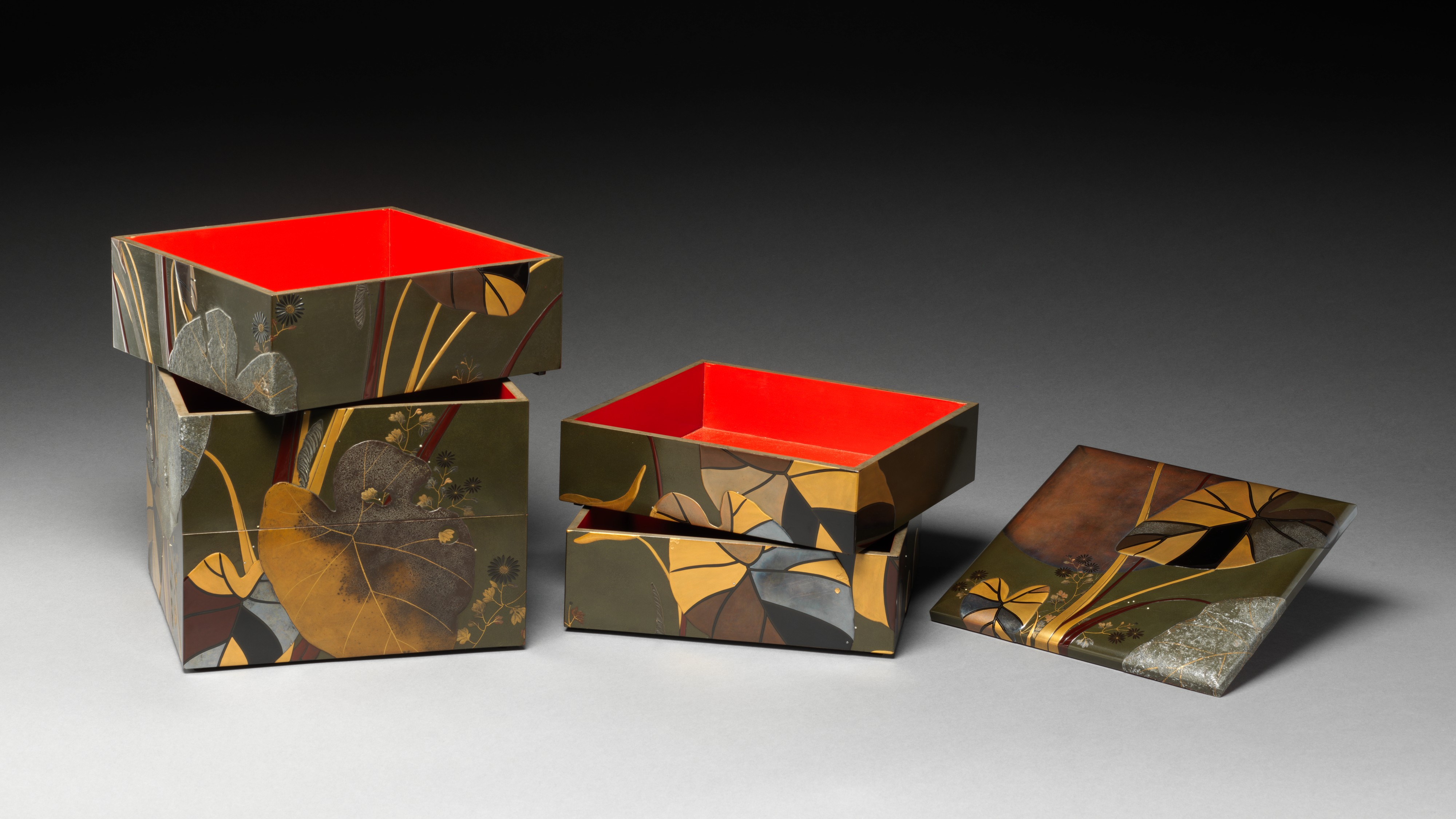
Jūbako de mediados del de Shibata Zeshin, que se encuentra en el Museo Metropolitano de Arte de Nueva York

Un sagejū (提重, lit. "jūbako portátil") o sagejūbako (提げ重箱), es un conjunto de jūbako de pícnic en un soporte con asa.

También existe el jikirō (食籠, lit. "cesta de comida"), una especie de cuenco de estilo chino, algunos apilables como el jūbako.

## Historia
Dado que ya se pueden encontrar descripciones de "jubako" en documentos del período Muromachi, se cree que su historia es más antigua.
No fue hasta el período Edo (1610) que se hizo popular entre el público, cuando el jubako comenzó a fabricarse. Para samuráis y señores feudales, también se fabricaban lujosos artículos laqueados y con imágenes salpicadas (Maki-e). También se utilizaron elementos que eran convenientes de llevar al salir a cazar.
Originalmente era una caja china y una canasta de alimentos (jikiro, contenedores hexagonales u octogonales que se pueden apilar), se introdujo en Japón y se convirtió en un jubako.